# Elektronska Industrija Niš
Elektronska Industrija Niš (en serbe cyrillique : Електронска индустија Ниш, en français : Industrie électronique de Niš), souvent abrégé en EI Niš (ЕИ Ниш), est une entreprise serbe qui a son siège social à Niš, au sud-est de la Serbie. Elle est spécialisée dans la fabrication d'équipements électroniques et électrotechniques.

## Histoire
L'origine de Elektronska Industrija Niš remonte à 1948, avec la fondation de l'Institut pour la production d'appareils radio et de machines Röntgen, RR Niš.

## Produits
Aujourd'hui, l'entreprise propose une large gamme de produits. Dans le domaine audio-visuel, elle fabrique des postes de télévision et de radio, des câbles TV ou des antennes satellites, mais aussi du métériel Hi-fi (enceintes…). Elle est également présente dans le domaine de la téléphonie (téléphone mobile, fax, terminaux), de l'informatique et de l'électronique (processeurs, semiconducteurs, tubes électroniques…) , et des systèmes de contrôle (monitoring, immeubles intelligents etc.). Elle produit également du matériel médical, comme les appareils à Rayons X, des défibrillateurs, des incubateurs etc. Elle présente également un important catalogue dans le domaine de l'électroménager.

## Partenariat
Elektronska Industrija Niš travaille en partenariat avec d'autres entreprises européennes, comme Alcatel (téléphonie), Bull (ordinateurs), Sagem, Siemens, Hellige, ou encore ITT ou Philips.